# Вінаго індокитайський
Віна́го індокитайський (Treron curvirostra) — вид голубоподібних птахів родини голубових (Columbidae). Мешкає в Гімалаях і Південно-Східній Азії.

## Опис

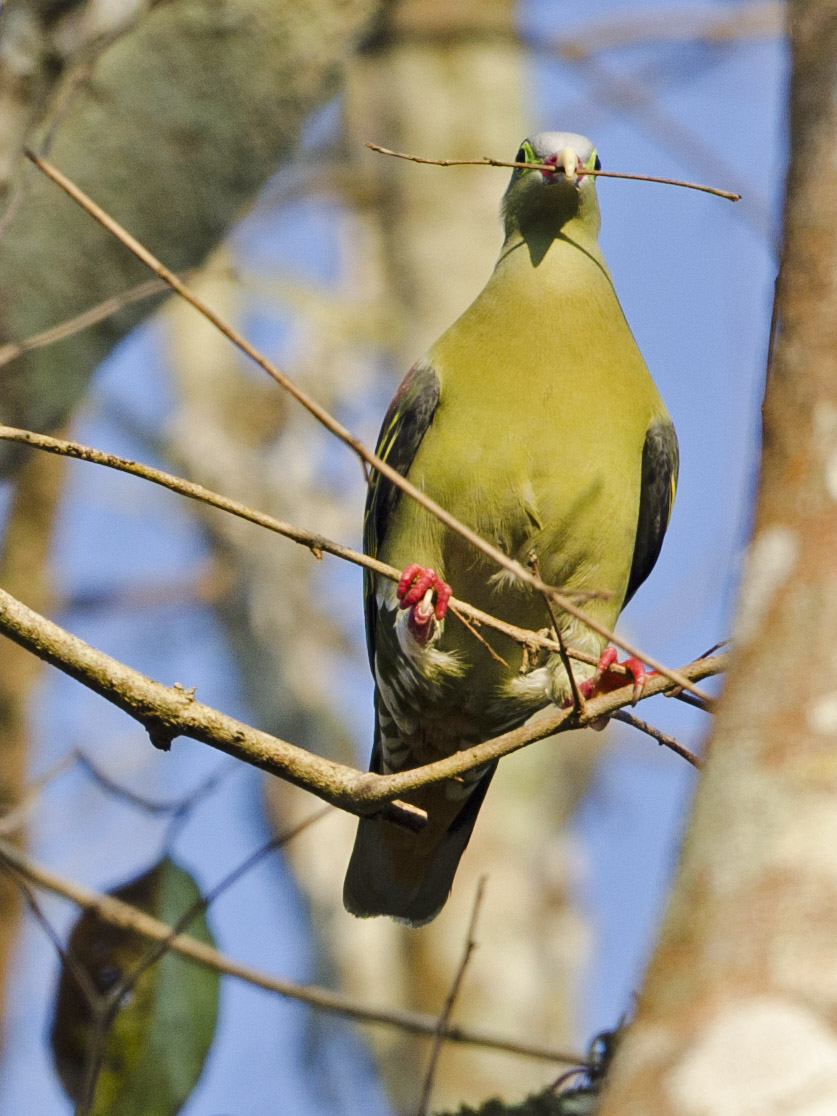
Індокитайський вінаго

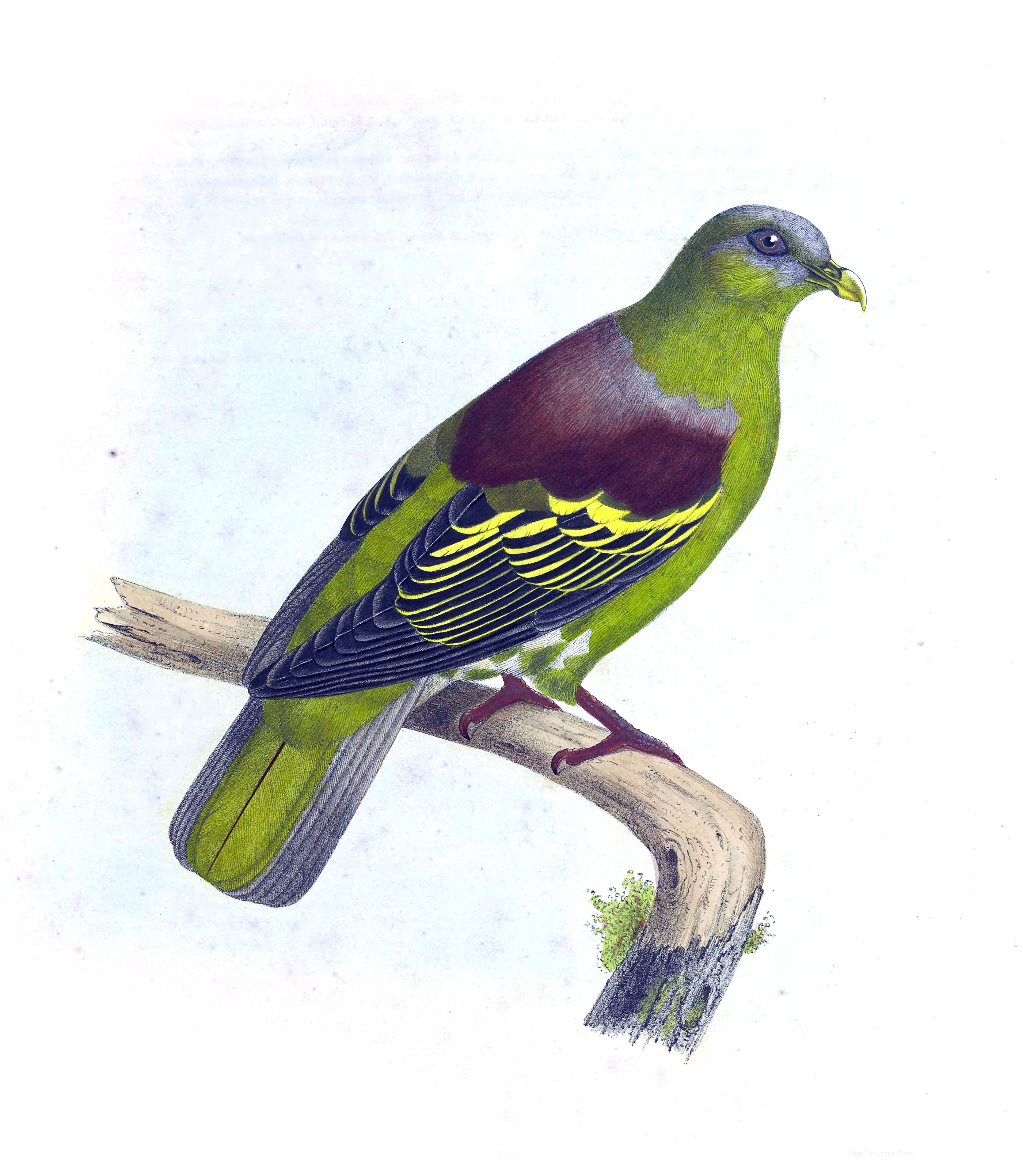
Індокитайський вінаго

Довжина птаха становить 22,5–31 см. Довжина хвоста становить 7,4-8,3 см, довжина дзьоба 16-18 мм. У самців лоб і обличчя попелясто-сірі, потилиця більш темна, задня частина шиї оливкова. Верхня частина тіла темно-рудувато-коричнева. Крила темно-зелені або чорні, пера на них мають жовті края. Нижня частина спини і надхвістя оливкові, центральні стернові пера зелені, крайні стернові пера біля основи темно-сірі, на кінці світліші, на хвості чорна смуга. Скроні, горло і груди світло-зелені, живіт сірувато-зелений. Райдужки зовні червоні або жовтуваті, всередині темно-карі або блакитні. Навколо очей широкі зелені кільця. Восковиця і дзьоб біля основи червоні, на кінці жовтуватий. Лапи яскраво-червоні. У самиць верхня частина тіла оливкова, верхні покривні пера крил темно-оливкові. Нижні покривні пера крил кремові з темно-оливковими смугами. Забарвлення молодих птахів подібне до забарвлення самиць, однак менш яскраве.

## Підвиди
Виділяють дев'ять підвидів:
- T. c. nipalensis (Hodgson, 1836) — від Гімалаїв в центральному Непалі і Північно-Східній Індії через М'янму до південного Індокитаю;
- T. c. hainanus Hartert, E & Goodson, 1918 — острів Хайнань;
- T. c. curvirostra (Gmelin, JF, 1789) — Малайський півострів і Суматра;
- T. c. haliplous Oberholser, 1912 — острів Сімьолуе;
- T. c. pegus Oberholser, 1912 — острів Ніас;
- T. c. smicrus Oberholser, 1912 — острови Сіпура[en], Сіберут і Бату[en];
- T. c. hypothapsinus Oberholser, 1912 — острів Енгано;
- T. c. nasica Schlegel, 1863 — Калімантан;
- T. c. erimacrus Oberholser, 1924 — Міндоро, Палаван і сусідні острови.

## Поширення і екологія
Індокитайські вінаго мешкають в Індії, Непалі, Бутані, Бангладеш, М'янмі, Таїланді, Китаї, В'єтнамі, Лаосі, Камбоджі, Малайзії, Індонезії, Брунеї і на Філіппінах. Вони живуть у вологих рівнинних тропічних лісах, в мангрових лісах, на плантаціях і в садах. Зустрічаються зграями по 10-40 птахів, на висоті до 1500 м над рівнем моря. Ведуть деревний спосіб життя. Живляться плодами. Сезон розмноження триває з січня по липень. Гніздо являє собою невелику платформу з гілочок. В кладці 2 білих яйця, інкубаційний період триває 14 днів.